# Hoikka (ö i Södra Savolax, Nyslott, lat 62,02, long 29,04)
Hoikka är en ö i Finland. Den ligger i sjön Ylä-Enonvesi och i kommunen Nyslott i  landskapet Södra Savolax, i den sydöstra delen av landet, 300 km nordost om huvudstaden Helsingfors. Öns area är 0,3 hektar och dess största längd är 170 meter i sydöst-nordvästlig riktning.